# Сорта сибирских ирисов

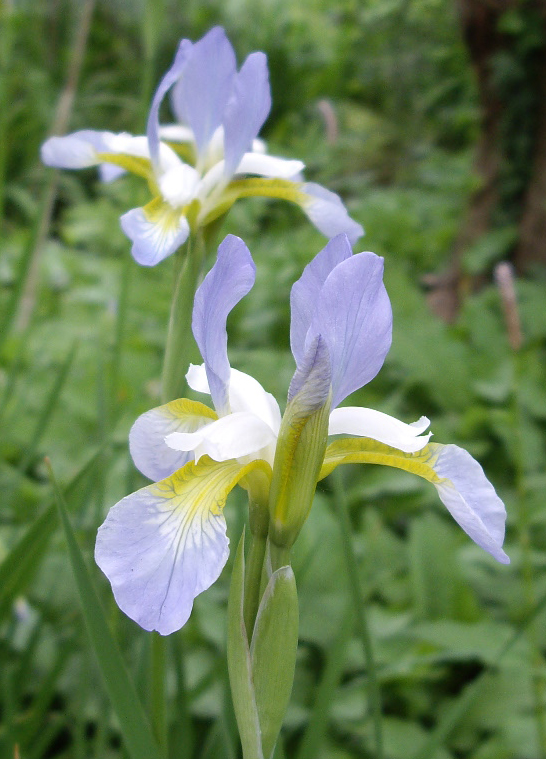
Iris 'Summer Sky'

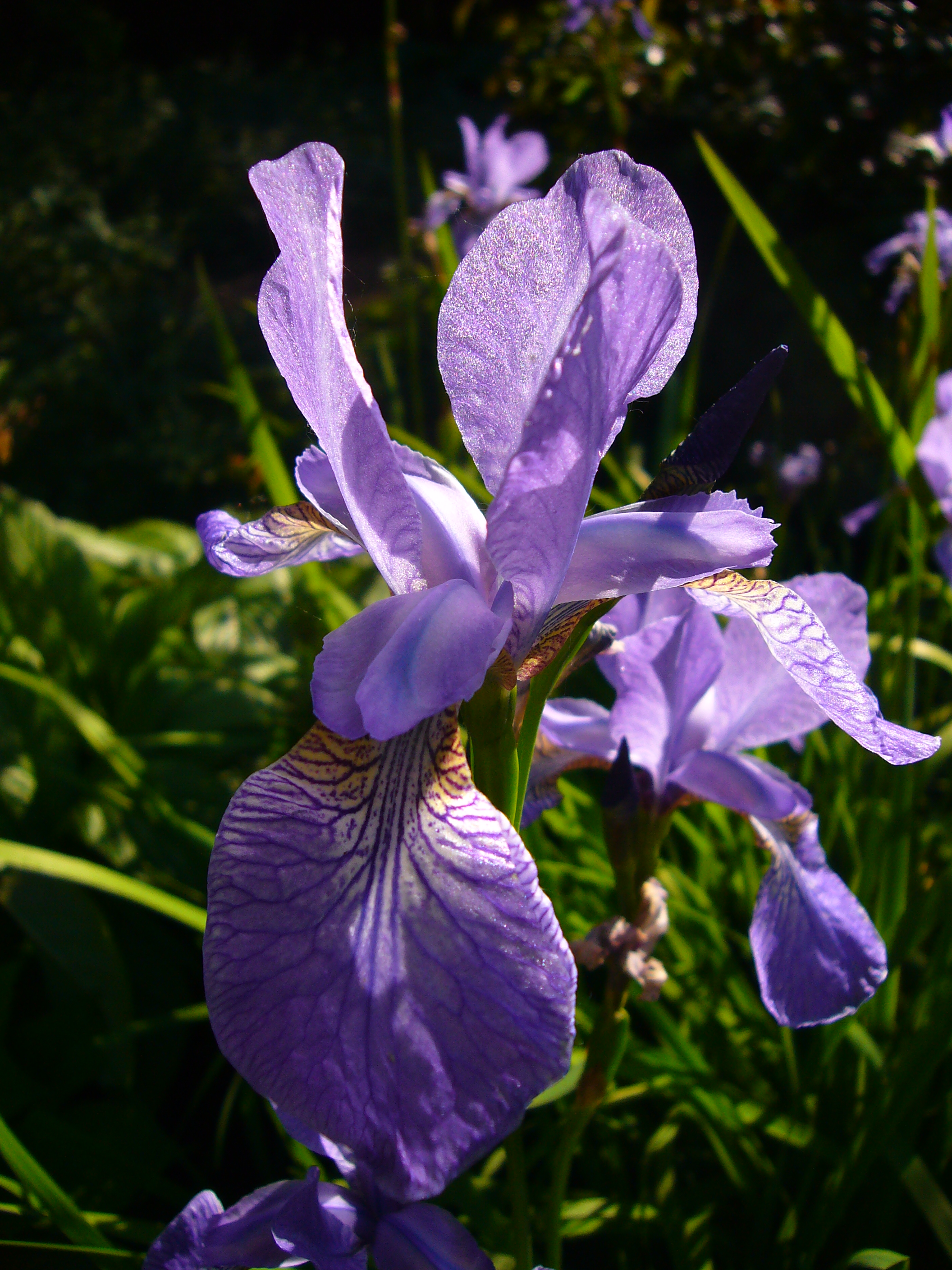
Iris 'Dragonfly'

Современные сибирские ирисы — это результат внутривидового отбора или, значительно чаще, гибриды примерно одиннадцати видов (точное число под вопросом), которые составляют серию Сибирские ирисы (лат. Sibiricae).
Широко распространённые декоративные садовые растения. Высота от 60 см до 120 см. Существуют и карликовые сорта. Цветки могут быть белыми, голубыми, пурпурными, красно-фиолетовыми и жёлтыми, в окраске могут присутствовать коричневые и оранжевые оттенки. Помимо привлекательных цветков сибирские ирисы популярны из-за высокой декоративности листьев на протяжении всего срока вегетации.
Организацией регистрирующей новые сорта является Американское общество ирисоводов (American Iris Society - AIS).
Список сортов:

## A
- 'Adolf Svoboda' Edmundas Kondratas, 2004. Тетраплоид. Высота около 122 см. Среднего срока цветения. Верхние доли околоцветника (стандарты) голубые с более тёмными жилками, нижние доли околоцветника (фалы) фиолетово-синие. Сигнал светло-кремовый. Происхождение: 'Currier McEwen' × ?[3].
- 'Another Pretty Face' Jeff Dunlop, 2008. Тетраплоид. Высота около 71 см. Среднего срока цветения. Цветки сине-фиолетовые с красновато-синим и жёлтыми сигналами. Происхождение: ('Harpswell Chanteuse' × McEwen T7 87/80-1) × 'Strawberry Fair'. Награды: Fieldstone 2009[4].

## B
- 'Blaues Finale' Tomas Tamberg, 2009. Тетраплоид. Высота около 70 см. Позднего срока цветения. Цветки крупные. Цветки голубые (средне-синие), пятно на нижних долях околоцветника (фалах) отсутствует. Верхние доли околоцветника (стандарты) направлены вверх. Происхождение: 'Viel Schnee' × ?[5][6].
- 'Butter And Sugar' Currier McEwen, 1976. n=28. Высота около 68 см. Среднего срока цветения. Верхние доли околоцветника (стандарты) белые с зеленовато-жёлтыми жилками, нижние доли околоцветника (фалы) жёлтые с зеленоватыми жилками. Происхождение: 'Floating Island' × 'Dreaming Yellow'. Награды: Honorable Mention 1978; Morgan Award 1981; Morgan-Wood Medal 1986[7].

## C
- 'Cambridge' Marjorie Brummitt, 1964. Высота около 91 см. Среднего срока цветения. Цветки бирюзово-синие с бело-жёлтым рисунком в основании. Происхождение: 'White Swirl' × 'Gatineau'[8].
- 'Coronation Anthem' Robert Hollingworth, 1990. Тетраплоид. Высота около 81 см. Среднего срока цветения. Нижние доли околоцветника (фалы) синие с бело-жёлтым у основания, верхние доли околоцветника (стандарты) синие с красным оттенком. Награды: Windwood Gardens 1990; Honorable Mention 1992; Award of Merit 1994; Morgan-Wood Medal 1997[9].

## D
- 'Dance Ballerina Dance' Steve Varner, 1982. Тетраплоид. Высота около 81 см. Цветки фиолетово-розовые с белым. Награды: Honorable Mention 1985; Award of Merit 1987; Morgan-Wood Medal 1989[10].
- 'Dancing Nanou' A. Miller, 1983. Высота около 84 см. Цветки фиолетово-синие с бирюзовым. Жилки более тёмные. Происхождение: ? × 'Swank'. Награды: Old Douglas Perennials 1983, Award of Merit 1988[11].
- 'Dotted Line' Lorena Reid, 1991 (Sino-Sib). Высота около 61—76 см. Цветки фиолетово-синие с большим белым пятном на нижних долях околоцветника (фалах). Происхождение: 'Butterfly Mode' × ?. Награды: Laurie's Garden 1992[12].

## E
- 'Ego' William McGarvey, 1965. Высота около 81 см. Среднего срока цветения. Цветки синие. Происхождение: 'Gatineau' × 'Caesar's Brother'. Награды: Old Brook 1966; Honorable Mention 1967; Judges Choice 1968; Morgan Award 1972[13].
- 'Eric The Red' Whitney, 1943. Цветки красно-фиолетовые. Происхождение: 'Helen Astor' × сеянец). Награды: Morgan Award 1952.

## H
- 'Hoehenflug' Tomas Tamberg, 2001 (syn. 'Höhenflug'). Тетраплоид. Один из самых высоких сортов, высота около 150—160 см. До 5 цветков на стебле. Цветоносы прочные. Цветки средне-синие с маленьким белым пятном на нижних долях околоцветника. Происхождение: 'Germantet One' × 'Harpswell Velvet'[6][14].

## J
- 'Jewelled Crown' Robert Hollingworth, 1985. Высота около 61 см. Тетраплоид. Среднего срока цветения. Нижние доли околоцветника (фалы) глубокого винно-красного цвета с бело-жёлтым основанием. Верхние доли околоцветника (стандарты) винно-красного цвета. Происхождение: 'Ruffled Velvet' × 'Showdown', получен в результате обработки семян колхицином. Награды: Windwood Gardens 1987. Honorable Mention 1989; Morgan-Wood Medal 1993[15].

## L
- 'Lady Of Quality' McEwen, 1982. Высота около 86 см. Цветки фиолетово-голубые. Происхождение: ('Sally Kerlin' × 'Cambridge') × 'Silver Edge'[16].
- 'Lady Vanessa' Robert Hollingworth, 1985. Высота около 91 см. Среднего срока цветения. Верхние доли околоцветника (стандарты) широкие, гофрированные, красно-фиолетовые с синими жилками. Нижние доли околоцветника (фалы) более тёмные с белым сигналом и синими жилками. Происхождение: 'Ruffled Velvet' × 'Showdown'. Награды: Borbeleta Gardens, Windwood Gardens 1986; Honorable Mention 1988; Award of Merit 1990; Morgan-Wood Medal 1992[17].
- 'Lake Keuka' Dana Borglum, 1991. Высота около 79 см. Среднего срока цветения. Цветки фиолетово-синие. Происхождение: 'Gulls Way' × 'Outer Loop'. Награды: Abbey Gardens 1994; Honorable Mention 1997; Award of Merit 1999; Morgan-Wood Medal 2002[18].

## O
- 'Over In Gloryland' Robert Hollingworth, 1992. Высота около 86 см. Среднего срока цветения. Цветки тёмно-пурпурно-синие. Происхождение: ('Dreaming Spires' × неизвестно) × ('Cambridge' × неизвестно). Награды: Windwood Gardens 1993; Honorable Mention 1996; Award of Merit 1998; Morgan-Wood Medal 2000[19].

## P
- 'Plum Frolic' Marty Schafer/Jan Sacks, 2001. Высота около 69 см. Среднего срока цветения. Цветки красно-фиолетовые по краю с фиолетово-голубым в центре, в основании лепестков жёлтый рисунок. Происхождение: 'Roaring Jelly' × 'Sailor's Fancy'. Награды: Joe Pye Weed 2001[20].

## R
- 'Ray Jeffs' Tamberg, 2011. Назван в честь умершего английского друга. Высота 80—90 см. Верхние доли околоцветника (стандарты) фиолетово-синие с белым, нижние доли околоцветника (фалы) фиолетово-синие с большим жёлтым пятном у основания. Получен в результате скрещивания тетраплоидных Cal-Sib и тетраплоидных Sino-Sib[6].

## S
- 'Sailor's Fancy' Marty Schafer/Jan Sacks, 1991. Высота около 84 см. Среднего срока цветения. Цветки фиолетово-голубые с жёлтым рисунком в основании. Происхождение: 'Springs Brook' × 'Butter and Sugar'[21].
- 'Silberkante' Tomas Tamberg, 1993. Тетраплоид. Высота около 75 см. Верхние и нижние доли околоцветника тёмно-синие с белым краем. Происхождение:  ('Cambridge' × (('Tycoon' × 'Limeheart') × 'Limeheart'))[22].
- 'Strawberry Fair' Robert Hollingworth, 1992. Тетраплоид. Высота около 74 см. Позднего срока цветения. Цветки сине-фиолетово-розовые, в основании лепестков бело-жёлтый рисунок. Награды: Windwood Gardens 1994; Honorable Mention 1997; Award of Merit 1999; Morgan-Wood Medal 2001. Происхождение: ('Pink Haze' × 'Wing On Wing') × 'Jewelled Crown'[23].
- 'Swank' Ben Hager, 1968. Высота около 81 см. Цветки тёмно-синие с более тёмными жилками и слабо выраженным сигналом. Происхождение: 'White Swirl' × 'Bluecape'. Награды: Melrose 1969. High Commendation 1968; Honorable Mention 1970; Morgan Award 1973[24].

## T
- 'Temper Tantrum' McGarvey, 1969. Цветки глубокого пурпурно-красного цвета. Происхождение: ('Royal Ensign' x 'Royal Ensign') × ('White Swirl' x 'Roy-Ens-P-Sdl.'). Награды: Borbeleta Gardens 1986[25].